# Назарбаєва Дарига Нурсултанівна
Дарига Нурсултанівна Назарбаєва (каз. Дариға Нұрсұлтанқызы Назарбаєва, 7 травня 1963, Темиртау Карагандинська область, Казахська РСР) — політична і громадська діячка Республіки Казахстан. Голова Сенату парламенту Республіки Казахстан (2019-2020). Депутат мажилісу парламенту Казахстану у 2006-2007, 2012-2015, 2021-2022 роках. Старша дочка президента Казахстану Нурсултана Назарбаєва.

## Життєпис
Народилася 7 травня 1963 року в місті Темиртау Карагандинської області, Казахської РСРР. 

### Освіта
- не менше трьох років навчалася на історичному факультеті Московського державного університету.
- у 1985 році закінчила Казахський національний університет імені аль-Фарабі.
- у 1990 році вступила до аспірантури МДУ, де у 1991 році захистила кандидатську дисертацію на тему «Політична боротьба в Італії навколо прийняття республіканської конституції 1947 року»
- у 1998 році захистила в МДУ дисертацію «Демократизація політичних систем у нових незалежних державах» і отримала вчений ступінь доктора політичних наук.

Дарига Назарбаєва володіє казахською, російською, англійською, італійською і німецькою мовами.

### Кар'єра
- У 1992 році призначена віце-президентом Дитячого благодійного Фонду «Бобек».
- На початку 1994 року призначена директором Національного телевізійного інформаційного агентства «Хабар».
- З 1995 року — генеральний директор Республіканського державного підприємства агентство «Хабар» Уряду Республіки Казахстан.
- У липні 1998 року — президент ЗАТ «Агентство „Хабар“».
- У березні 2001 року — голова Ради директорів ЗАТ «Агентство „Хабар“».
- 27 квітня 2002 року на зборах ініціативної групи Першого конгресу журналістів Казахстану Назарбаєва була обрана головою виконавчого комітету.
- З 25 жовтня 2003 по 2006 рік лідер партії «Асар»[kk].
- Восени 2004 обрана до парламенту за списком партії «Асар».
- 17 лютого 2005 року очолила депутатську групу «Аймак» (Регіон).
- У 2006 році ініціювала злиття «Асара» і ще низки провладних партій з президентською партією «Отан», пізніше перейменованою у «Нур Отан».
- З 2007 - директор Фонду Першого Президента Республіки Казахстан.
- 20 січня 2012 - вересень 2015 - депутат мажилісу парламенту Республіки Казахстан V скликання (за списком Народно-демократичної партії «Нур Отан»), голова комітету із соціально-культурного розвитку та науки.
- 3 квітня 2014 року — вересень 2015 року — заступник голови мажилісу парламенту Республіки Казахстан, керівник фракції «Нур Отан».
- 11 вересня 2015 - 13 вересня 2016 - заступник прем'єр-міністра Республіки Казахстан.
- 13 вересня 2016 - 4 травня 2020 - депутат сенату парламенту Республіки Казахстан.
- 13 вересня 2016 - 20 березня 2019 - голова постійного комітету сенату з міжнародних відносин, оборони та безпеки[4]
- 20 березня 2019 - 4 травня 2020 - голова сенату парламенту Республіки Казахстан.
- З січня 2021 по лютий 2022 - депутат мажилісу парламенту Республіки Казахстан VII скликання (за списком партії «Нур Отан»).

### Інші посади
- екс-член національної комісії у справах ЮНЕСКО Республіки Казахстан;
- екс-почесний президент Федерації гімнастики Казахстану;
- екс-член ради директорів Міжнародної академії телевізійних мистецтв та наук (Нью-Йорк);
- екс-президент Євразійського центру стратегічних досліджень (Москва);
- екс-віце-президент Євразійської телевізійної академії (Москва);
- екс-співголова оргкомітету Євразійського телефоруму (Москва);
- екс-член Міжнародної економічної академії "Євразія";
- голова опікунської ради гуманітарного фонду «Дегдар» (Благородство);
- голова опікунської ради ОФ «Асар-Береке»;
- голова опікунської ради ОЮЛ «Конгрес молоді Казахстану»;
- віце-президент Світової асоціації російської преси;
- голова опікунської ради РГО «Вибір молодих»;
- голова ради сенаторів.

## Агентство «Хабар»
Кар'єра Даріги Назарбаєвої розпочалася у 1992 році, коли вона стала віце-президентом Дитячого благодійного Фонду «Бөбек», створеного її матір'ю Сарою Назарбаєвою. Фонд став першою організацією у незалежному Казахстані на допомогу дітям.
1994 року Дарига Назарбаєва стала віце-президентом Республіканської корпорації «Телебачення і радіо Казахстану». 1995 року на базі інформаційної служби Казахського ТБ було створено телеканал «Хабар». Під керівництвом Дариги Назарбаевой «Хабар» зумів розвинути власну кореспондентську мережу, обзавестися новітнім обладнанням і зайняти лідируючу позицію серед телеканалів країни.
Крім «Хабару» структури, пов'язані з Даригою Назарбаєвою, придбали радіостанцію «Європа Плюс», телекомпанії КТК, НТК, популярні газети «Караван». Для керівництва новим медіа-холдингом було створено компанії «ТВ-медіа» та «Алма-медіа».
1998 року «Хабар» було перетворено на закрите акціонерне товариство, а Дарига Назарбаєва обійняла посаду президента ЗАТ, а з 2001 року — посаду голови ради директорів. В інтерв'ю вона часто зазначала, що вважає телеканал "своєю дитиною".
У 1999 році на території санаторію «Алатау» відбувся перший ретро-фестиваль «Алма-Ата — моє перше кохання!» під патронажем Дариги Назарбаєвої, організатором фестивалю виступило агентство «Хабар». Головною ідеєю фестивалю стало збереження духовного зв'язку поколінь алматинців, підтримка статусу Алмати як культурного центру країни, відтворення духовної атмосфери та унікальної культури міста 1960 - початку 1980-х.
У червні 2001 року на Всесвітньому конгресі з інформаційного співробітництва «Інформація: виклик XXI століття» Дарига Назарбаєва запропонувала заснувати постійний Євразійський медіафорум. Вона зауважила, що його учасники могли б обговорити проблеми створення євразійського інформаційного простору, взаємини держави та ЗМІ, а також етичні норми журналістики. Перший Євразійський медіафорум пройшов у квітні 2002 року в Алма-Аті, його відкрив вітальним словом президент Казахстану Нурсултан Назарбаєв. У 2002 році відкрився I Конгрес журналістів Казахстану, 27 квітня на зборах ініціативної групи Конгресу журналістів Казахстану Назарбаєва було обрано головою виконавчого комітету. У цьому конгресі вперше було порушено питання створення кодексу етики журналіста країни.

## Партія «Асар»
У жовтні 2002 року Дарига Назарбаєва стала головою опікунської ради блоку «Вибір молодих», на першій конференції блоку було запропоновано створити Конгрес молоді Казахстану.
У 2003 році Назарбаєва організувала та стала лідером Республіканської партії «Асар». За кілька місяців було зібрано понад 167 тисяч заяв від бажаючих вступити до лав «Асара», 139 тисяч було опрацьовано та перевірено на справжність, на реєстрацію до міністерства юстиції було подано 77 тисяч підписів. «Асар» називала себе партією центристського штибу, одне з головних своїх завдань бачила в тому, щоб виявляти болючі точки в суспільстві і вирішувати їх. У грудні 2003 року партію було зареєстровано.
За підсумками виборів до Мажилісу 2004 року партія, набравши за партійним списком 541 239 (11,38 %) голосів виборців, посіла третє місце, депутатом за партійним списком у мажилісі стала Дарига Назарбаєва, також троє депутатів від «Асара» по одномандатним округам. У лютому 2005 року в парламенті Казахстану було утворено нову депутатську групу «Аймак», до якої увійшли 36 депутатів (28 — із мажилісу та 8 — із сенату). Її керівником було обрано депутата мажилісу Даригу Назарбаєву.
4 липня 2006 року пройшов позачерговий з'їзд партії, на якому було ухвалено рішення про злиття з президентською Республіканською політичною партією «Отан» (з грудня 2006 року – «Нур Отан»), а Дарига Назарбаєва стала заступником керівника партії «Нур Отан»., а Дарига Назарбаева стала заместителем руководителя партии «Нур Отан»

## Фонд Першого Президента
З 2007 року Дарига Назарбаєва є директором Фонду Першого Президента Республіки Казахстан, займалася громадською та благодійною діяльністю, брала участь у міжнародних конференціях та симпозіумах. Фонд здійснює діяльність за трьома основними напрямками: 1) молодіжні програми (допомагає розкрити та реалізувати інтелектуальний та творчий потенціал казахстанської молоді, підтримуючи їх дослідження та проекти, а також проводячи наукові та творчі заходи); 2) соціальні проекти та благодійність; 3) аналітичний центр - Інститут світової економіки та політики.
У 2007 Дарига Назарбаєва також повернулася з політики в бізнес, ставши членів ради директорів «Нурбанку». У травні 2010 року Дарига Назарбаєва та її син Нуралі Алієв вийшли зі складу акціонерів «Нурбанку», у червні вони також вийшли з ради директорів. Згідно з інформацією, опублікованою в «Панамських документах», Дарига Назарбаєва в період з 2007 по 2012 рік була співвласником офшорної компанії Asterry Holdings LTD, яка припинила діяльність у листопаді 2011 року та була продана у квітні 2012 року. За даними Forbes Kazakhstan на 2013 рік володіла $595 млн, з яких основний актив — телекомунікаційна компанія ALMA TV, яка надає послуги кабельного телебачення та безлімітного інтернету. Компанія була створена в 1994 році як ЗАТ «Алма-ТВ», де 50% часткою володіла американська комунікаційна компанія Metromedia International Telecommunications Inc., 50% - казахстанські партнери. 2002 року частка американських учасників була викуплена. За даними на 2019 рік, інформації про володіння даними компаніями немає.
10 березня 2020 року британський суд оголосив імена власників власності вартістю близько 100 млн доларів, заарештованою навесні 2019 року до підтвердження походження коштів. Ними виявилися Дарига Назарбаєва та її старший син Нуралі Алієв із дружиною Аїдою. Їх представник на судовому засіданні пояснила, що власники можуть підтвердити чисте походження грошей, оскільки у період займалися бізнесом. У квітні Високий суд Лондона визнав необґрунтованими претензії британських правоохоронних органів та скасував арешт.

## Парламент Казахстану

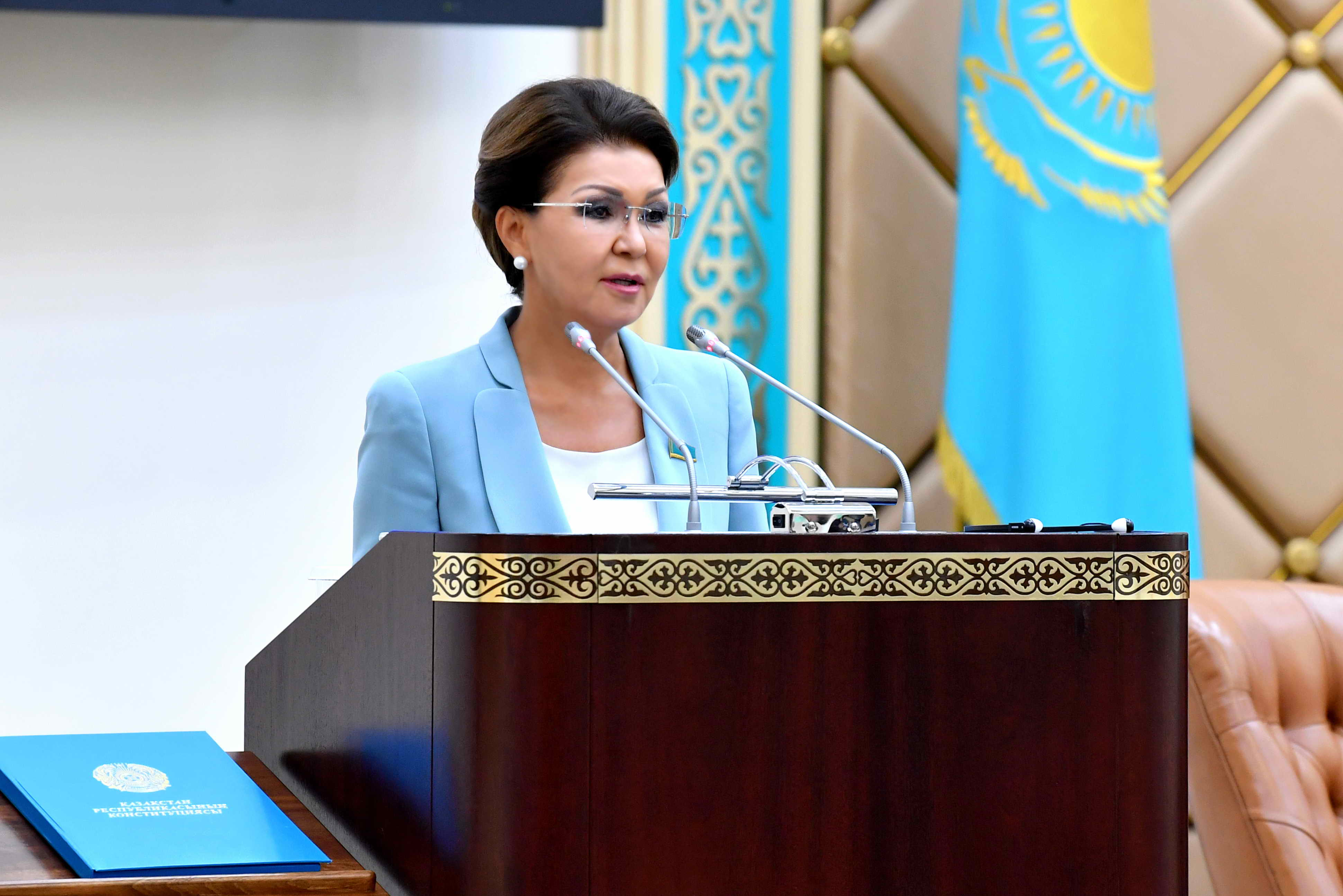
На спільному засіданні палат парламенту Казахстану, 2 вересня 2019 року

На парламентських виборах у січні 2012 року Дарига Назарбаєва стала депутатом за списком партії «Нур Отан» та очолила комітет мажилісу парламенту Республіки Казахстан з соціально-культурного розвитку.
3 квітня 2014 року одноголосно обрана віце-спікером мажилісу та керівником парламентської фракції партії «Нур Отан».
11 вересня 2015 року призначена заступником прем'єр-міністра Республіки Казахстан.
15 вересня 2016 року указом президента призначено депутатом сенату парламенту Казахстану.
20 березня 2019 року обрана головою сенату парламенту Республіки Казахстан. 2 вересня 2019 року була переобрана головою сенату.
2 травня 2020 року президент Казахстану Касим-Жомарт Токаєв підписав указ про припинення повноважень депутата сенату Дариги Назарбаєвої.
У січні 2021 року була обрана депутатом мажилісу парламенту Казахстану за списком партії «Нур Отан». У лютому 2022 року Назарбаєва вирішила скласти повноваження депутата та повністю зосередитися на громадській, гуманітарній, культурній та благодійній діяльності.

## Громадська та благодійна діяльність, захоплення
Влітку 2003 року, на запрошення російського Міністерства культури, Дарига Назарбаєва виступила з сольним концертом в Бетховенському залі Большого театру. З того часу Назарбаєва регулярно з'являлася на екранах казахстанських телеканалів в якості співачки в благодійних концертах, у тому числі на сцені Большого театру в Москві, в її репертуарі російські романси, оперні арії, казахські народні пісні, а також пісні Джо Дассена. Протягом 2011 року російська компанія Universal Music знімала концертні виступи Дариги Назарбаєвої на різних майданчиках для музичного телефільму «Моя зірка». Фільм в двох частинах, в рамках благодійного проекту «Разом проти раку» був представлений в лютому 2012 року в Алмати, а в квітні того ж року — у Москві.
За твердженнями самої Назарбаєвої, голос їй поставила професійний педагог алматинської опери Надія Шаріпова, яка виховала відомого тенора Алібека Днишева. Назарбаєва стверджує, що виявила своє мецо-сопрано вже під час навчання, і навіть була запрошена якимсь професором консерваторії на підготовче відділення, але кинути навчання в університеті їй заборонив батько.
2001 року з ініціативи та під керівництвом Назарбаєвої було створено гуманітарний фонд «Дегдар». За підтримки фонду «Дегдар», який очолює Дарига Назарбаєва, казахстанські оперні співаки пройшли навчання в міжнародній академії вокалу в місті Пезаро (Італія) у маестро Маріо Мелані. У нього брала уроки вокалу і Дарига Назарбаєва, саме на її запрошення він кілька разів приїжджав до Казахстану.
У червні 2012 року в Астані з ініціативи фонду «Дегдар», очолюваного Даригою Назарбаєвою, пройшов I Міжнародний фестиваль мистецтв «Астана кештерi» («Вечори Астани») — благодійний проект з метою зробити високе мистецтво максимально доступним та дати можливість усім соціальним верствам. шедеврів світової музичної культури. У рамках проекту своє мистецтво продемонстрували відомі вокалісти Дарига Назарбаєва та Алібек Днішев, російський органіст Рубін Абдуллін, вітчизняний піаніст Тимур Урманчеєв, диригент Ренат Салаватов, молоді оперні співаки Медет Чотабаєв та Андрій Трегубенко. Квитки попри всі концерти поширювалися бесплатно.

## Нагороди
- Орден Барис II ступеня (2013)[30]
- Орден Парасат (2004)[31]
- Орден «Курмет» (2004)
- Медаль «10 років незалежності Республіки Казахстан» (2001)[32]
- Орден Мистецтв та літератури (Франція, 2009)[33]
- Медаль Міжпарламентської Асамблеї Співдружності Незалежних Держав «Міжпарламентська Асамблея СНД. 20 років» (2012)[34]
- Медаль Народно-демократичної партії «Нур Отан» «Белсенді қызыметі үшін» (2013)[34]
- Медаль Конституційної Ради Республіки Казахстан «Конституциялық зандылықты нығайтуға қосқан үлесі үшін» (2013)[34]
- Медаль Національного Банку Республіки Казахстан «Тенгеге 20 жыл»[34]
- Медаль «Қазақстан халқы Ассамблеясына 20 жыл» (2015)[34]
- Медаль «Қазақстан Конституциясына 20 жыл» (2015)[34]
- Орден «Содружество» (2017)[35]

## Сім'я
Батько - Нурсултан Назарбаєв (р. 1940), президент Республіки Казахстан з 1990 по 2019 роки.
Мати - Сара Назарбаєва (нар. 1941), засновник та президент республіканського дитячого благодійного фонду «Бобек».
Сестри:
- Динара (нар. 1967) очолює Фонд освіти імені Н. А. Назарбаєва, великий акціонер Народного банку Казахстану. Одружена з Тимуром Кулібаєвим.
- Алія (нар. 1980) займається бізнесом, керує будівельною компанією "Елітбуд", кінопродюсер.

Колишній чоловік - Рахат Алієв (1962-2015). У 1985 році у подружжя народився перший син Нуралі Алієв, в 1990 — другий син Айсултан Назарбаєв, а в 2000 — дочка Венера. 23 травня 2007 року в Казахстані проти Алієва було порушено кримінальну справу за підозрою у викраденні колишніх членів правління «Нурбанку». У ніч на 12 червня 2007 року з'явилася інформація, що без згоди Алієва їх шлюб з Назарбаєвою був розірваний.